# قبر القديس بطرس

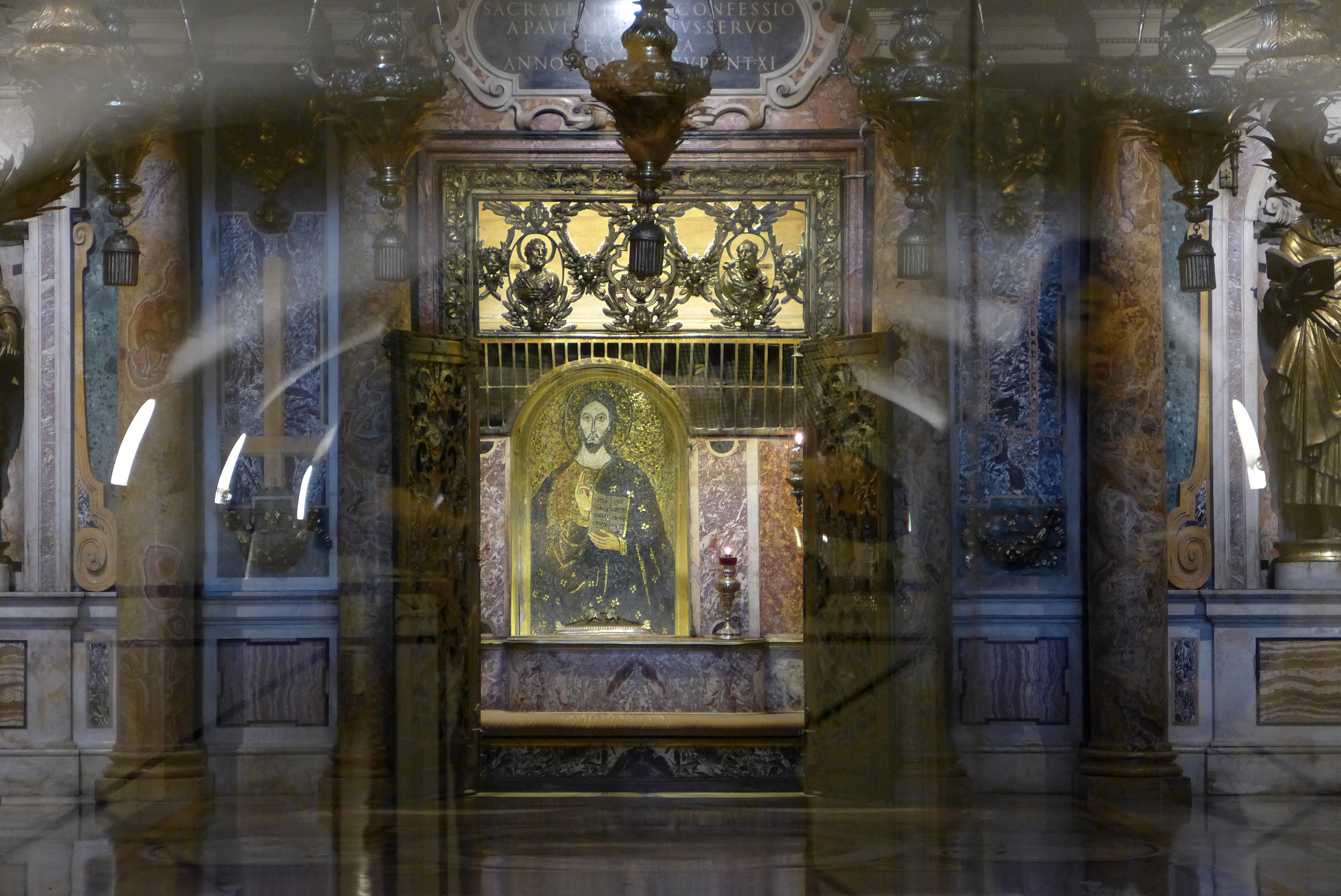
مدخل ضريح القديس بطرس.

قبر القديس بطرس هو موقع يقع تحت كاتدرائية القديس بطرس والذي يضم العديد من المقابر وهيكل لتخليد ذكرى موقع قبر القديس بطرس. حسب التقليد المسيحي، فإن القديس بطرس قد دفن في أحد التلال القريبة من موقع الملعب، وهو المكان الذي ترتفع فوقه حاليًا الكاتدرائية. وبموجب البحوث التي قامت بها جهات مستقلة بين عامي 1940 و1964 خلال حبريات بيوس الثاني عشر ويوحنا الثالث والعشرون وبولس السادس تم تأكيد صحة التقاليد الكنسية في هذا الخصوص، فبحسب الحفريات التي أجريت تحت الكاتدرائية، استدل على أن الضريح الأول كان قبرًا بسيطًا ومحفورًا في الأرض من الحجر الأحمر؛ ويبدو من خلال النقوش المكتشفة، أن عناية مخصوصة كانت تكلؤه منذ البدء، وهذا يتفق مع ما نقله عدد من المؤرخين الرومان، لعل أبرزهم هو المؤرخ غايوس الذي أشار إلى الضريح المجيد الذي يكرمه المسيحيون في روما وذلك في القرن الثاني.
أصبح يوليوس الثاني حبرًا أعظم عام 1503 وعرف عنه دعمه للفنون وبنوع خاص الفن والنحت ونقل عنه أنه أراد أن يجعل من كاتدرائية القديس بطرس: أعظم بناء في العالم المسيحي، ويعود له أيضًا بناء كنيسة سيستين المجاورة لكاتدارئية القديس بطرس وتزيينها. كانت هناك العديد من العوامل المساعدة للبابا، فمن ناحية كانت روما تنعم بالاستقرار السياسي والوفرة الاقتصادية، ومن ثم كانت الكنيسة القديمة آخذة بالتداعي حتى خيف من انهيارها وسوى ذلك فإنها لم تكن تستوعب أعداد الحجاج المتزايدين إلى ضريح القديس بطرس؛ اقترح عدد من المهندسين على البابا فكرة فصل ضريح القديس بطرس عن الكنيسة، لكنه رفض ذلك وقرر العودة إلى خطط البابا نيكولا الخامس بتشييد بناء جديد بالكامل، ومن ثم كلّف المهندس دوناتو برامنتي دراسة المخطط القديم الذي وضع أيام حبرية نيكولا الخامس وتعاقد مع مايكل آنجلو لنحت عدد من التماثيل لتزيين الكنيسة. كان برامنتي كبير مهندسي روما وله خبرة طويلة في بناء الكنائس والكاتدرائيات، وفي ما يخصّ بناء الكاتدرائية، أجرى برامنتي بضع تعديلات طفيفة على المخطط السابق، لكنه أبقى على الصليب الإغريقي ذي الأذرع المتساوية على أن تشيد القبة الكبرى في منطقة تقاطع ذراعي الصليب مع وجود أربع قبب أخرى أصغر حجمًا على كل ذراع، والحفاظ على الحنية التقليدية لناحية الشرق من بناء الكنيسة. مخطط برامانتي لم يكن خاليًا من الصعوبات الهندسية وفق معطيات فترة عصر النهضة، وكان المخطط موضع النقاش في عدد من المحافل الرسمية، ولا يزال القسم الأكبر من المخططات وتعديلاتها والتعليقات عليها، محفوظة في عدد من المتاحف خصوصًا في معرض أوفيزي في فلورنسا. في 18 أبريل 1506 وضع البابا حجر الأساس لبناء الكنيسة الجديدة، غير أن الكنيسة القسطنطينية لن تهدم دفعة واحدة وبالكامل وإنما على مراحل، حيث امتدت عملية البناء حوالي القرن من الزمن.
من المكتشفات التي عثر عليها تحت الكاتدرائية، تبين أن عددًا متزايدًا من المسيحيين في روما دفنوا بالقرب من الضريح خلال القرن الثاني، وأن المنطقة الأصلية قد سورت لفصلها عن المقبرة الخارجية، على أن العديد من الكوى المخصصة لإيقاد الشموع أو الفتائل حفرت على هذا السور. إلى جانب نقوش عديدة للحرفين P وE في إشارة إلى بطرس قد وجدت مكتوبة باللاتينية، إضافة لأدعية وابتهالات عديدة وصيغ تتضمن كثيرًا من أسماء الموتى، وتظهر عبارات تفخيم ليسوع وبطرس مرات عديدة أيضًا. كما اكتشف بعض النواويس والأضرحة لبابوات من قرون مختلفة اختاروا أن يدفنوا قرب القديس بطرس ككلمينت الثامن عام 1594 وكاليستوس الثاني عام 1123 وغريغوري الأول عام 604.
بعد نقب السور الأصلي، وجدت فسحة تعود لما بعد بناء الكنيسة القسطنطينية تحوي فتحة فيها أجزاء من عظام مكفنة في نسيج أرجواني مرصع ببعض الأحجار الكريمة؛ وعلى الرغم من أنه لم يجر أية بحوث على العظام نفسها، إلا أن البابا بيوس الثاني عشر وفي رسالة عيد الميلاد يوم 23 ديسمبر 1950 أعلن اكتشاف قبر القديس بطرس، استنادًا على المعطيات الداخلية الضمنية ومنها التقليد الكنسي وروايات المؤرخين، والعناية الخاصة بالقبر المذكور.